# NASCAR Mexico Series

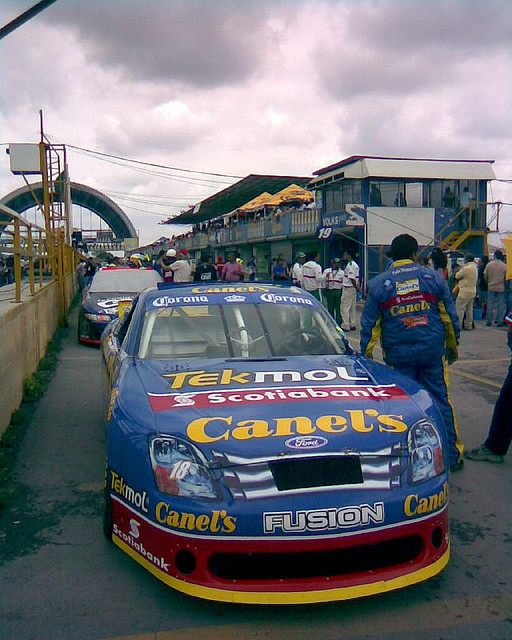
Fotografia de um carro de corrida participando do campeonato

A NASCAR Mexico Series (anteriormente conhecida como NASCAR Toyota Series ou NASCAR Corona Series) é uma categoria de automobilismo de stock car no México de propriedade da NASCAR. Foi criada em 2004 e rapidamente se tornou a principal categoria de automobilismo do país.
Após o final da temporada de 2015, a série foi suspensa, supostamente devido ao fato de que os organizadores da série queriam em vez disso apoiar o Grande Prêmio do México de Fórmula 1, que tinha acabado de ser reavivado para 2015. Várias das equipes e pilotos que participaram da série mudaram-se para a série Super Copa Telcel "V8". Em 2017 a categoria retornou, agora sobre o nome de NASCAR PEAK Mexico Series.

## Campeões
- 2004: Carlos Pardo
- 2005: Jorge Goeters
- 2006: Rogelio Lopez
- 2007: Rafael Martinez
- 2008: Antonio Perez
- 2009: Germán Quiroga
- 2010: Germán Quiroga
- 2011: Germán Quiroga
- 2012: Jorge Goeters
- 2013: Rodrigo Peralta
- 2014: Abraham Calderón
- 2015: Rubén García, Jr.
- 2017: Abraham Calderón

## Circuitos utilizados
| Cidade           | Circuito                           | Comprimento |
| ---------------- | ---------------------------------- | ----------- |
| Aguascalientes   | Ovalo Aguascalientes México (oval) | 1.656 m     |
| San Luis Potosí  | Autódromo Potosino (oval)          | 800 m       |
| Puebla           | Autódromo Miguel E. Abed (oval)    | 2.040 m     |
| Tuxtla           | Autódromo Chiapas (oval)           | 1.860 m     |
| Querétaro        | Nuevo Autódromo Querétaro          | 2.390 m     |
| Guadalajara      | Trióvalo Bernardo Obregón (oval)   | 1.380 m     |
| Zacatecas        | Autódromo Internacional Zacatecas  | 1.850 m     |
| Monterrey        | Autódromo de Monterrey             | 1.609 m     |
| Cidade do México | Autódromo Hermanos Rodriguez       | 1.600 m     |
| Chihuahua        | El Dorado Speedway (oval)          | 1.000 m     |